# Ordine di battaglia di Schellenberg
L'ordine di battaglia di Schellenberg è l'elenco delle unità militari che combatterono nella battaglia di Schellenberg del 2 luglio 1704, nel corso della guerra di successione spagnola, e che vide la vittoria delle truppe della Grande Alleanza su quelle franco-bavaresi.

## Esercito alleato
Se non altrimenti specificato, tutte le unità di fanteria sono composte di un solo battaglione.

### Ala sinistra
John Churchill, I duca di Marlborough 

#### Avanguardia
| Divisione                                           | Brigata             | Reggimenti e altre unità                                                                                        |
| --------------------------------------------------- | ------------------- | --- |
| Tenente Generale Johan Wijnand van Goor             | Brigata Fergusson   | - Guards, 1º battaglione - Orkney (due battaglioni) - Ingoldsby - Meredith                                      |
| Tenente Generale Johan Wijnand van Goor             | Brigata Beinheim    | - Goor - Beinheim & Rechteren - Hirzel & Sturler - Heidebrecht                                                  |
| Tenente Generale Johan Wijnand van Goor             | Brigata Montfort    | - Granatieri imperiali - Granatieri Erffa - Granatieri Monfort                                                  |
| Tenente Generale Henry Lumley                       | Brigata Wood        | - Wood (due squadroni) - Wyndham (due squadroni) - Schomberg (due squadroni) - Cadogen - Lumley (tre squadroni) |
| Tenente Generale Henry Lumley                       | Brigata Ross        | - Dragoni Erbprinz (quattro squadroni) - Dragoni Ross (due squadroni) - Dragoni Hay                             |
| Tenente Generale Reinhard Vincent Graf von Hompesch | Brigata Schulenburg | - Dragoni Schulenburg (quattro squadroni) - Erbach (due squadroni) - Baldwin (due squadroni)                    |
| Tenente Generale Reinhard Vincent Graf von Hompesch | Brigata Auroch      | - Dragoni Schmettau (quattro squadroni) - Leib zu Pferde (due squadroni)                                        |
| Tenente Generale Reinhard Vincent Graf von Hompesch | Brigata Noyelles    | - Noyelles (due squadroni) - Voight (due squadroni) - Leib zu Pferde (due squadroni)                            |

#### Corpo principale
Generale Charles Churchill
| Divisione                          | Brigata             | Reggimenti e altre unità |
| ---------------------------------- | ------------------- | --- |
| Tenente Generale Richard Ingoldsby | Brigata Wither      | - Lord North and Grey's Regiment of Foot - Derby's Regiment of Foot - Ferguson's Regiment of Foot - The Duke of Marlborough's Regiment of Foot |
| Tenente Generale Richard Ingoldsby | Brigata Pallandt    | - Erbprinz Friedrich - Varenne & Wulffen - Prinz von Mecklenburg Schwerin                                                                      |
| Tenente Generale Herbeville        | Brigata Bernsdorf   | - Bernsdorf - Rantzau, 1º battaglione - Tozin - Leibregiment zu Fuß, 1º battaglione                                                            |
| Tenente Generale Herbeville        | Brigata De Luc      | - Hulsen - De Breuil - de Luc - Tecklenburg |
| Tenente Generale Horn              | Brigata Seckendorff | - Granatieri Leib - Hermann - Sternfels - Seckendorf                                                                                           |
| Tenente Generale Horn              | Brigata St. Paul    | - St. Paul - Wartensleben - Stuckrath - Schopping                                                                                              |

#### Riserva
| Divisione                                           | Brigata               | Reggimenti e altre unità                                                                                    |
| --------------------------------------------------- | --------------------- | --- |
| Tenente Generale George Hamilton, I conte di Orkney | Brigata Hamilton      | - Churchill - Webb - Howe - Hamilton - Rowe                                                                 |
| Tenente Generale George Hamilton, I conte di Orkney | Brigata Wilken        | - Leib - Prinz Wilhelm - Erbprinz - Grenadier                                                               |
| Tenente Generale George Hamilton, I conte di Orkney | Brigata Rantzau       | - Gauvin - D'Herleville - Gardes, 2º battaglione - Rantzau, 2º battaglione                                  |
| Tenente Generale Cuno Josua von Bülow               | Brigata Hesse-Homberg | - Dragoni Grieffendorf (tre squadroni) - Sachsen-Heilburg (due squadroni) - Bannier (due squadroni)         |
| Tenente Generale Cuno Josua von Bülow               | Brigata Erbach        | - Dragoni Hardenberg (tre squadroni) - Erbach (due squadroni) - Spiegel (due squadroni)                     |
| Tenente Generale Cuno Josua von Bülow               | Brigata Villers       | - Dragoni Bothmar (quattro squadroni) - Dragoni Villars (quattro squadroni) - Dragoni Bulow (tre squadroni) |

#### Artiglieria
Colonnello Holcroft Blood
- venti 3lb
- dieci 9lb
- sei 12lb
- quattro obici

### Ala destra
Louis William, Margravio di Baden

#### Fanteria
Generale Johann Karl Graf von Thüngen
| Divisione                             | Brigata          | Reggimenti e altre unità                                                        |
| ------------------------------------- | ---------------- | ------------------------------------------------------------------------------- |
| Tenente Generale Graf von Frise       | Brigata Fuchs    | - Baden (due battaglioni) - Salm (due battaglioni) - Bibra - Fuchs              |
| Tenente Generale Graf von Frise       | Brigata Bevern   | - Tollet (due battaglioni) - Bevern - Bernsdorff                                |
| Tenente Generale Graf von Furstenburg | Brigata Wald     | - Erff (due battaglioni) - Schebelin (due battaglioni) - Wald (due battaglioni) |
| Tenente Generale Graf von Furstenburg | Brigata Reisbach | - Torte - Reisbach (due battaglioni) - Roth (due battaglioni)                   |

#### Cavalleria
Generale Hermann Otto von Limburg-Stirum
| Divisione                                 | Brigata                 | Reggimenti e altre unità |
| ----------------------------------------- | ----------------------- | --- |
| Tenente Generale Baron von Bibra          | Brigata Prinz Alexandre | - Dragoni Styrum (sei squadroni) - Dragoni Fechenbach (quattro squadroni)                                                                  |
| Tenente Generale Baron von Bibra          | Brigata Cusani          | - Gronsfeld (sei squadroni) - Hohenzollern (sei squadroni)                                                                                 |
| Prince von Württemberg                    | Brigata Mercy           | - Mercy (sei squadroni) - Alt-Hanover (sei squadroni)                                                                                      |
| Prince von Württemberg                    | Brigata Erff            | - Dragoni Helmstatt (quattro squadroni) - Dragoni Castell (sei squadroni)                                                                  |
| Riserva Tenente Generale Count de la Tour | Brigata Fugger          | - Xanthe (sei squadroni) - Alt-Darmstadt (sei squadroni) - Dragoni Aufsess (cinque squadroni)                                              |
| Riserva Tenente Generale Count de la Tour | Brigata Bayreuth        | - Leutsch (due squadroni) - Dragoni Oettingen (quattro squadroni) - Erbprinz Württemberg (quattro squadroni) - Bayreuth (cinque squadroni) |
| Riserva Tenente Generale Count de la Tour | Brigata Bibra           | - Bibra (sei squadroni) - Cusani (sei squadroni) - Osten (due squadroni)                                                                   |
| Riserva Tenente Generale Count de la Tour | Brigata Montfort        | - Granatieri imperiali - Granatieri Erffa - Granatieri Monfort                                                                             |

## Esercito franco-bavarese
Jean Baptist, Comte d'Arco

Secondo in comando: Alessandro, Marquis de Maffei
| Divisione                        | Brigata                                           | Reggimenti e altre unità |
| -------------------------------- | ------------------------------------------------- | --- |
| Fanteria                         | Brigata francese Brigadiere Generale de Montandre | - Béarn (due battaglioni) - Nivernais (un battaglione)                                                                                            |
| Fanteria                         | Brigata bavarese Maggiore Generale Lutzelburg     | - Granatieri Leib (un battaglione) - Reggimento Leib (due battaglioni) - Reggimento Lutzelburg (due battaglioni) - Granatieri Boismorel           |
| Fanteria                         | Brigata bavarese Maggiore Generale Maffei         | - Reggimento Mercy (tre battaglioni) - Reggimento Maffei (due battaglioni) - Reggimento Kurprinz (tre battaglioni)                                |
| Fanteria                         | Brigata francese Maggiore Generale Lee            | - Regiment de Nettancourt (due battaglioni) - Regiment de Toulouse (un battaglione)                                                               |
| Fanteria                         | Brigata De Bordet                                 | - Regiment de Toulouse (un battaglione) - Reggimento Crondeur Landmiliz (due battaglioni)                                                         |
| Fanteria                         | Artiglieria                                       | - Sedici 6lb schierati in due batterie di otto cannoni                                                                                            |
| Cavalleria                       | Brigata Dragoni Monasterol                        | - Dragoni Fontbeausard (tre squadroni) - Dragoni Monasterol (due squadroni) - Dragoni Santini (uno squadrone) - Dragoni Listenois (tre squadroni) |
| Tenente Generale Torring Seefeld | Brigata Weickel                                   | - Corazzieri Arco (sei squadroni) - Brigata Weikel (sei squadroni)                                                                                |
| Tenente Generale Torring Seefeld | Brigata De Costa                                  | - Corazzieri Wolframsdorff (sei squadroni) - Corazzieri Costa (sei squadroni) - Ussari Locatelli (due squadroni)                                  |